# Joseph Fiennes
Pour les articles homonymes, voir Fiennes (homonymie).
Joseph Fiennes, de son nom complet Joseph Alberic Twisleton-Wykeham-Fiennes [ˈd͡ʒəʊzəf faɪnz] au début de sa carrière, né le 27 mai 1970 à Salisbury, dans le Wiltshire (Royaume-Uni), est un acteur britannique.
Il est révélé à la fin des années 1990, lorsqu'il interprète les personnages de Robert Dudley et de William Shakespeare dans les films biographiques Elizabeth et Shakespeare in Love.

## Biographie

### Jeunesse et formation
Né d'une mère peintre et romancière (Jennifer Lash (en) surnommée 'Jini', 1938-1993) et d'un père photographe (Mark Fiennes, 1933-2004), il reçoit dès son plus jeune âge une éducation artistique. Il est le frère de l'acteur Ralph Fiennes, de la réalisatrice Martha Fiennes, du compositeur Magnus Fiennes, de la documentariste Sophie Fiennes et de l'écologiste Jacob Fiennes, son jumeau. Descendant de Frederick Fiennes, 16e baron Saye et Sele, il est cousin au troisième degré avec l'auteur William Fiennes ainsi que de l'explorateur Ranulph Fiennes. 
Il étudie l'art dramatique à la Guildhall School of Music and Drama puis fait partie, durant deux saisons, de la Royal Shakespeare Company.

### Carrière
Joseph Fiennes est révélé au grand public grâce à son rôle dans le film Shakespeare in Love, aux côtés de Gwyneth Paltrow.
En 2009, il est l'agent Mark Benford, dans la série Flashforward, aux côtés de John Cho et Jack Davenport. La série ne dure cependant qu'une saison, faute d'audience satisfaisante.
En 2011, il incarne Merlin dans la série télévisée Camelot. Mais son contrat n'est pas renouvelé car la série n'est pas reconduite.
En 2012, il prête ses traits au personnage principal de Timothy Howard dans la deuxième saison d'American Horror Story intitulée Asylum.
En 2016, il incarne Clavius, un tribun militaire romain à Jérusalem dans La Résurrection du Christ.
En 2017, il incarne le rôle du Commandant Fred Waterford dans la série diffusée sur Hulu La Servante écarlate (version française de The Handmaid's Tale).

## Filmographie

### Cinéma
- 1996 : Beauté volée (Stealing Beauty) : Christopher
- 1998 : Martha, Frank, Daniel et Lawrence (Martha, Meet Frank, Daniel and Laurence) : Laurence
- 1998 : Elizabeth : Robert Dudley, comte de Leicester
- 1998 : Shakespeare in Love : William Shakespeare
- 1999 : Les Amants éternels (Forever Mine) : Manuel Esquema / Alan Riply
- 2001 : Stalingrad (Enemy at the Gates) : Commissaire Danilov
- 2002 : Feu de glace (Killing Me Softly) : Adam Tallis
- 2002 : Leo : Stephen
- 2003 : Luther d'Eric Till : Martin Luther
- 2003 : Sinbad - la Légende des sept mers (Sinbad: Legend of the Seven Seas) : Proteus (voix)
- 2004 : Le Marchand de Venise (The Merchant of Venice) de Michael Radford : Bassanio
- 2005 : Man to Man : Jamie Dodd
- 2005 : Le Grand Raid (The Great Raid) : Major Gibson
- 2006 : The Darwin Awards : Michael Burrows
- 2006 : Courir avec des ciseaux (Running with Scissors) : Neil Bookman
- 2007 : Goodbye Bafana : James Gregory
- 2008 : Baron Rouge (Der Rote Baron) : Capitaine Roy Brown
- 2008 : Ultime Évasion (The Escapist) de Rupert Wyatt : Lenny Drake
- 2008 : Spring 1941, d’Uri Barbash, scénario de Motti Lerner
- 2009 : Against the Current de Peter Callahan : Paul Thompson
- 2013 : The Games Maker : Morodian
- 2014 : Hercule (Hercules) de Brett Ratner : Roi Eurystheus
- 2015 : Strangerland : Matthew Parker
- 2016 : La Résurrection du Christ de Kevin Reynolds : Clavius
- 2017 : Les Ailes de la victoire : Eric Liddell
- 2023 : The Mother de Niki Caro
- 2025 : The Way of the Wind de Terrence Malick

### Télévision

#### Séries télévisées
- 2008 : Pretty/Handsome de Ryan Murphy (épisode pilote) : Bob Fitzpayne
- 2009 à 2010 : Flashforward : Mark Benford
- 2011 : Camelot : Merlin
- 2012 : American Horror Story : Mgr Timothy Howard
- 2017-2021 : The Handmaid's Tale :  Commander Fred Waterford (rôle principal)

#### Téléfilm
- 2008 : Vivaldi : Antonio Vivaldi

## Distinctions
Sauf indication contraire ou complémentaire, les informations mentionnées dans cette section proviennent de la base de données IMDb.

### Récompenses
- 1998 : Las Vegas Film Critics Society Awards de l'acteur le plus prometteur dans un drame biographique pour Shakespeare in Love (1998).
- 1998 : Blockbuster Entertainment Awards de la meilleure révélation masculine dans un drame biographique pour Shakespeare in Love (1998).
- 20e cérémonie des Critics' Choice Movie Awards 1999 :
  - Meilleur espoir dans un drame biographique pour Shakespeare in Love (1998).
  - Meilleur espoir dans un drame biographique pour Elizabeth (1998).
- 11e cérémonie des Chicago Film Critics Association Awards 1999 : Acteur le plus prometteur dans un drame biographique pour Shakespeare in Love (1998).
- Festival du film de Giffoni 1999 : Lauréat du Trophée Giffoni.
- 1999 : MTV Movie Awards du meilleur baiser dans un drame biographique pour Shakespeare in Love (1998) partagé avec Gwyneth Paltrow
- 5e cérémonie des Screen Actors Guild Awards1999 : Meilleure distribution dans un drame biographique pour Shakespeare in Love (1998) partagé avec Gwyneth Paltrow
- 2018 : Gold Derby Awards de la meilleure distribution de l'année dans une série télévisée dramatique pour The Handmaid's Tale : La Servante écarlate (2016-).

### Nominations
- 52e cérémonie des 1999 : Meilleur acteur dans Shakespeare in Love
- 1999 : MTV Movie & TV Awards de la meilleure révélation masculine dans un drame biographique pour Shakespeare in Love (1998).
- Online Film & Television Association Awards 1999 :
  - Meilleur acteur dans un drame biographique pour Shakespeare in Love (1998).
  - Meilleur acteur dans un film musical ou une comédie dans un drame biographique pour Shakespeare in Love (1998).
- 1999 : Guilde des critiques de cinéma russe de la meilleure révélation masculine dans un drame biographique pour Shakespeare in Love (1998).
- 20e cérémonie des Screen Actors Guild Awards 1999 : Meilleur acteur dans un drame biographique pour Shakespeare in Love (1998).
- 1999 : Teen Choice Awards de la meilleure scène d'amour sexy dans un drame biographique pour Shakespeare in Love (1998) partagé avec Gwyneth Paltrow
- 9e cérémonie des Satellite Awards 2005 : Meilleur acteur dans un second rôle pour Le Marchand de Venise (2004)
- 70e cérémonie des Primetime Emmy Awards 2018 : Meilleur acteur dans un second rôle dans une série télévisée dramatique pour The Handmaid's Tale : La Servante écarlate (2016-).
- 24e cérémonie des Screen Actors Guild Awards 2018 : Meilleure distribution pour une série télévisée dramatique pour The Handmaid's Tale : La Servante écarlate (2016-).
- 2019 : MTV Movie Awards du meilleur vilain dans une série télévisée dramatique pour The Handmaid's Tale : La Servante écarlate (2016-).
- 25e cérémonie des Screen Actors Guild Awards 2019 :
  - Meilleure distribution pour une série télévisée dramatique pour The Handmaid's Tale : La Servante écarlate (2016-).
  - Meilleur acteur dans une série télévisée dramatique pour The Handmaid's Tale : La Servante écarlate (2016-).
- 26e cérémonie des Screen Actors Guild Awards 2020 : Meilleure distribution pour une série télévisée dramatique pour The Handmaid's Tale : La Servante écarlate (2016-).

## Voix françaises
| En France - Éric Herson-Macarel[réf. nécessaire] dans : - Shakespeare in Love - Stalingrad - Luther - À contre-courant - American Horror Story (série télévisée) - La Résurrection du Christ - Constantin Pappas dans : - Leo - Camelot (série télévisée) - Bruno Choël dans : - Goodbye Bafana - Flashforward (série télévisée) | - Sylvain Agaësse dans : - The Handmaid's Tale : La Servante écarlate (série télévisée) - The Mother et aussi - Emmanuel Karsen dans Beauté volée - Lionel Tua dans Les Amants éternels - Jean-Pierre Michaël dans Feu de glace - Dimitri Rataud dans Man to Man - Olivier Bony (Belgique) dans Le Grand Raid - Fabrice Josso dans Courir avec des ciseaux - Mathieu Moreau dans Ultime Évasion - Franck Dacquin (Belgique) dans Baron Rouge - Patrick Osmond dans Hercule |

.